# Verkhnetoulomski
Verkhnetoulomski (en russe : Верхнетуломский, c'est-à-dire « de la Touloma supérieure ») est une commune urbaine de l'oblast de Mourmansk, en Russie. Sa population s'élevait à 1 217 habitants en 2019.

## Géographie

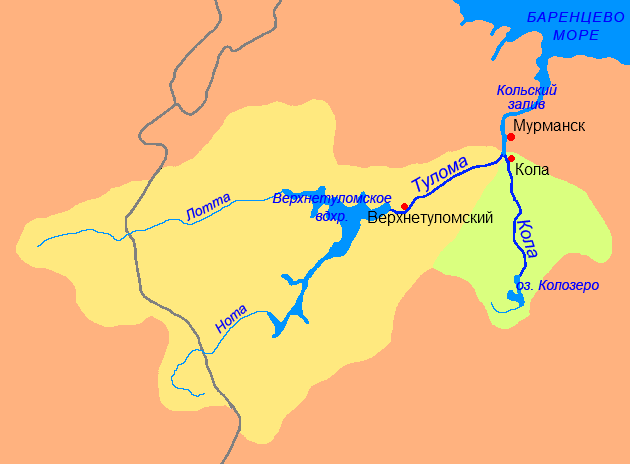
Carte du bassin de la Touloma (à gauche) et de la Kola (à droite). Verkhnetoulomski se trouve au bord de la Touloma près du réservoir Verkhnetoulomskoïe au centre de la carte

Verkhnetoulomski  à l'extrême nord-ouest de la Russie, dans la péninsule de Kola, à 43 km au sud-ouest de la commune urbaine de Mourmachi, à 65 km au sud-ouest de Mourmansk et à 1 461 km au nord de Moscou.

## Administration
La commune urbaine dépend administrativement du raïon de Kola. 

## Histoire
La localité doit sa fondation à la construction à partir de 1961 de la centrale hydroélectrique Verkhnetoulomskaïa sur la Touloma qui provoque la formation d'un vaste réservoir appelé Verkhnetoulomskoïe. Elle accède au statut de commune urbaine en 1966. Le hameau de Nivankioul a disparu et celui de Svetly n'abrite plus que quatre personnes.

## Population
Recensements (*) ou estimations de la population
| 1970* | 1979* | 1989* | 2002* | 2006  | 2010* | 2012  |
| ----- | ----- | ----- | ----- | ----- | ----- | ----- |
| 1 609 | 2 612 | 2 797 | 2 003 | 1 922 | 1 580 | 1 512 |

| 2013  | 2014  | 2015  | 2016  | 2017  | 2018  | 2019  |
| ----- | ----- | ----- | ----- | ----- | ----- | ----- |
| 1 447 | 1 416 | 1 335 | 1 289 | 1 260 | 1 244 | 1 217 |